# Parapolystichum glabellum
Parapolystichum glabellum là một loài dương xỉ thuộc họ Dryopteridaceae. Loài này được Allan Cunningham mô tả khoa học đầu tiên năm 1836.